# Akira Endō
Akira Endō (jap. 遠藤章 Endō Akira; ur. 14 listopada 1933 w Higashiyuri, prefektura Akita, zm. 5 czerwca 2024) – japoński biochemik, odkrywca statyn, leków zmniejszających stężenie lipidów i będących podstawą współczesnego leczenia kardiologicznego.

## Życiorys
Akira Endō urodził się 14 listopada 1933 roku w Yurihonjō w północnej Japonii, od najmłodszych lat interesował się grzybami, a w szczególności pleśniami. Podczas studiów na Uniwersytecie Tohoku, po przeczytaniu autobiografii Alexandra Fleminga, zdecydował o podjęciu pracy naukowej, która pozwoli wykorzystać pleśnie. W latach 1957–1966 pracował w Sankyo Co., Ltd. nad zastosowaniem pochodnych pleśni w przetwórstwie żywności. Podczas stażu naukowego w Albert Einstein College of Medicine (Nowy Jork, USA) 1966-1968, opracował metodę pozwalającą na sprawdzenie, czy hodowla grzybów zawiera związek chemiczny powodujący inhibicję reduktazy HMG-CoA. W 1973 roku, po przebadaniu ponad 6000 szczepów bakteryjnych, wykazał, że substancja ML-236B (mewastatyna) wydzielana przez Penicillium citrinum ma właściwości obniżania poziomu cholesterolu oraz lipoproteiny niskiej gęstości w surowicy zwierząt i ludzi, jednakże badania na zwierzętach wykazały jej potencjalną toksyczność. W latach 1979–1997 pracował na Wydziale Rolniczym Tokijskiego Uniwersytetu Rolnictwa i Inżynierii (Tōkyō Nōkō Daigaku) na stanowisku profesora. Od 1997 był dyrektorem Biopharm Research Laboratories.

## Ważniejsze publikacje
- Endo A, Kuroda M, Tsujita Y. ML-236A, ML-236B, and ML236-C, new inhibitors of cholesterogenesis produced by Penicillium citrinum. J Antibiot 1976;29:1346-1348
- Endo A, Kuroda M, Tanzawa K. Competitive inhibition of 3-hydroxy-3-metgylglutaryl coenzyme A reductase by ML-236A and ML 236B fungal metabolites, having hypocholesterolemic activity. FEBS Lett 1976;72:323-326
- Endo A, Tsujita T, Kuroda M, Tanzawa K. Inhibition of cholesterol synthesis in vitro and in vivo by ML-236A and ML-236B, competitive inhibitors of 3-hydroxy-3methylglutaryl-coenzyme A reductase. Eur J Biochem 1977;77:31-36
- Brown MS, Faust JR, Goldstein JL, Kaneko I, Endo A. Induction of 3-hydroxy-3methylglutaryl coenzyme A reductase activity in human fibroblasts incubated with compactin (ML-236B), a competitive inhibitor of the reductase. J Biol Chem 1978;253:1121-1128
- Tsujita Y, Kuroda M, Tanzawa K,Kitano N, Endo A. Hypolipidemic effects in dogs of ML-236B, a competitive inhibitor of 3-hydroxy-3-methylglutaryl coenzyme A reductase. Atherosclerosis 1979; 32:307-313
- Endo A, Tsujita Y, Kuroda M, Tanzawa K. Effects of ML-236B on cholesterol metabolism in mice and rats: lack of hypocholesterolemic activity in normal animals. Biochim Biophys Acta 1979; 575:266-276
- Yamamoto A, Sudo H, Endo A. Therapeutic effects of ML 236B in primary hypercholesterolemia. Atherosclerosis 1980; 35:259-266
- Endo A. The discovery and development of HMG-CoA reductase inhibitors. J Lipid Res 1992; 33:1569-1582[5]

## Ważniejsze wyróżnienia
- 1987: Nagroda Heinricha Wielanda[6]
- 2006: Nagroda Japońska[7]
- 2006: Nagroda Massry[8]
- 2008: Nagroda im. Alberta Laskera w dziedzinie klinicznych badań medycznych[9]
- 2012: Doktorat honoris causa Uniwersytetu Pensylwanii[10]